# Драгомир С. Радовановић
Драгомир С. Радовановић (Кацабаћ, 1948) српски је привредник, књижевник, професор и сликар.

## Биографија
Рођен је 7. априла 1948. године у селу Кацабаћ, општина Бојник од оца Станоја и мајке Јованке. Основну школу завршио је у Кацабаћу и Косанчићу, средњу школу у Лесковцу и Факултет организационих наука у Београду. Магистрирао је на Економском факултету у Нишу, а потом докторирао на Економском факултету у Скопљу.
Радио је у привреди двадесетак година и то у Вунарском комбинату „Тетекс” из Тетова, Трикотажи „Вучјанка” из Вучја и Трикотаже „Србијанка” у Лесковцу. Био је члан више радних тела при привредник коморама, члан скупштина и управник одбора пословних банака, заменик председника скупштине „Трико унион” удружења Трикотажера СФРЈ и председник извршног одбора истог удружења. Био је председник извозне комисије трикотаже за СССР и члан извозних комисија за неколико земаља.
Затим је радио у просвети и то на Вишој економској школи у Лесковцу, Економском факултета универзитета у Приштини, па опет на Високој пословној школи у Лесковцу. Радио је и на Високој школи за Пословну Економију и предузетништво у Београду, на факултету за Трговину и банкарство Алфа универзитета у Београду и на факултету „ФИМЕК” при Универзитету Привредна академија у Новом Саду. Био је члан друштва економиста, друштва за Маркетинг, друштва за Франшизинг и ДИТТ-а Југославије. Објавио је 27 књига из економске струке (уџбеници приручници, и монографије)
Писањем је почео да се бави као средњошколац, а активно је почео 1987. године. Члан је Удружења књижевника Србије. Пише све књижевне жанрове: афоризме, песме, приче, сатиричне приче, романе, есеје, монодраме, драме, епиграме, нано романе, и стиховне есеје. Бави се сакупљачким и етографским радом. Издао је преко 210 књига и по томе први у нашој земљи.
Био је оснивач и одговорни уредник „Лесковачке мућкалице” српског часописа за хумор и сатиру и главни и одговорни уредник часописа „Текстил и пракса”.
Заступљен је у књигама „Ко је ко у хумору у сатири Југославије” и у лексикону писаца просветних радника СРЈ и Републике Српске,  Знаменити пусторечанин, неколико антологија афористичара Србије и Југославије, неколико књига о познатим личностима (Криво огледало, Криво огледало у десетерцу, Лесковачки акростих и друге). О њему и његовом раду написано је девет књига. Објављена су му изабрана дела у 10 томова.
Именован је за редовног члана Православне академије научника, уметника, вештина и иновација Србије у Београду, дописног члана Српске краљевске академије научника и уметника у Београду и редовног и почасног члана Српске духовне академије у Параћину.
Ожењен је и живи у Лесковцу као пензионер.